# Leiocephalus cubensis
Leiocephalus cubensis (кубинська ігуана-крутихвіст) — вид ігуаноподібних ящірок родини Leiocephalidae. Ендемік Куби.

## Підвиди
Виділяють п'ять підвидів:
- Leiocephalus cubensis cubensis Gray, 1840 — Куба;
- Leiocephalus cubensis gigas Schwartz, 1959 — острів Ісла-де-ла-Хувентуд;
- Leiocephalus cubensis minor Varona & Garrido, 1970 — острови Кайос-де-Сан-Феліпе[fr];
- Leiocephalus cubensis pambasileus Schwartz, 1959 — острови Лос-Канарреос;
- Leiocephalus cubensis paraphrus Schwartz, 1959 — острови Хардінес-де-ла-Рейна.

## Поширення і екологія
Кубинські ігуани-крутихвости поширені на Кубі та на сусідніх островах. Вони живуть на пляжах, в прибережних чагарниках і широколистяних лісах, трапляються на плантаціях цукрової тростини і сизалю та поблизу людських поселень, на висоті до 365 м над рівнем моря. Живляться комахами та іншими безхребетними, а також дрібними ящірками та рослинністю. Відкладають яйця.